# Johana Riva
Johana Riva Garabetian (Montevideo, 23 de noviembre de 1993) es una modelo y reina de belleza uruguaya, ganadora del título de Miss Uruguay 2014 y representante de dicho país en Miss Universo 2014. Asimismo, Riva participó en otros certámenes internacionales de belleza, como Miss Turismo Internacional y Miss Atlántico Internacional.

## Carreraprofesional
Johana comenzó en el mundo del modelaje con apenas 14 años, es estudiante de Diseño de modas y posee una amplia trayectoria en certámenes de belleza al haber representando su país en concursos internacionales. Riva ha trabajado en países como Argentina, Ecuador, Panamá y Perú; en este último con mayor intensidad promocionando diversas marcas.
Así mismo ha realizado campañas de celulares, carteras y zapatos en Malasia y otras en Brasil.

## Miss Turismo Internacional 2008
Riva concursó con apenas 16 años en el Miss Turismo Internacional 2008 celebrado en Malasia donde se ubicó entre el grupo de 15 finalistas del evento que fue ganado finalmente por Manasvi Mamgai de India.

## Miss Uruguay 2014
Johana participó en el Miss Uruguay 2014 celebrado el 19 de enero en el complejo Punta del Este Arenas Resort de Punta del Este; al final del evento se coronó como Miss Uruguay y obtiene el derecho de representar la nación suramericana en el Miss Universo 2014 a realizarse en enero de 2015 en Doral (Miami), la participación de Johana representa el regreso del país al concurso luego de un año de ausencia.

### Miss Universo 2014
Como parte de sus responsabilidades como Miss Uruguay, Riva representó al país en la 63.ª edición de Miss Universo realizado el 25 de enero de 2015 en Doral, Florida, Estados Unidos. Johana compitió con otras 87 candidatas de diversos países y territorios autónomos por la corona, donde resultaría ganando la colombiana Paulina Vega; sin embargo no logró entrar al grupo de semifinalistas.